# Алюміній-26
Алюміній-26 (26Al, Al-26) — це радіоактивний ізотоп хімічного елемента алюмінію, який розпадається шляхом випромінювання позитронів або захоплення електронів до стабільного магнію-26. Період напіврозпаду 26Al становить 717 000 років. Це надто мало для того, щоб ізотоп вижив як первинний нуклід, але невелика його кількість утворюється в результаті зіткнень атомів з протонами космічного випромінення.
Розпад алюмінію-26 також створює гамма- та рентгенівське випромінювання. Рентгенівське випромінювання та оже-електрони випромінюються збудженою атомною оболонкою дочірнього 26Mg після захоплення електрона, який зазвичай залишає дірку в одній із нижніх підоболонок.
Оскільки він є радіоактивним, його зазвичай зберігають під шаром щонайменше 5 сантиметрів свинцю. Контакт з 26Al може призвести до радіоактивного зараження, тому він потребує спеціальних інструментів для транспортування, використання та зберігання.

## Датування
Алюміній-26 можна використовувати для розрахунку земного віку метеоритів і комет. Він накопичується у значних кількостях на позаземних об’єктах шляхом реакції сколювання кремнію разом із берилієм-10. Після падіння на Землю накопичення 26Al припиняється, і його кількість порівняно з іншими космогенними нуклідами зменшується. Відсутність джерел алюмінію-26 на Землі є наслідком того, що земна атмосфера перешкоджає взаємодії кремнію на поверхні та нижньої тропосфери з космічними променями. Отже, кількість 26Al у зразку може бути використана для розрахунку дати падіння метеорита на Землю.

## Поширеність у міжзоряному середовищі

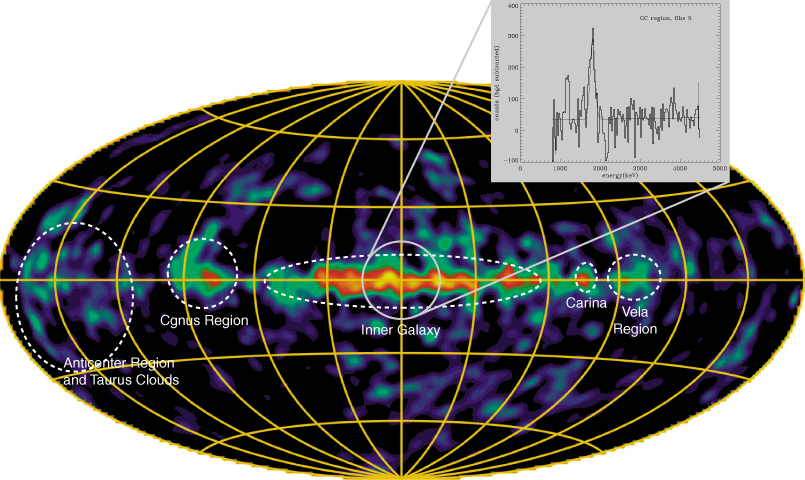
Розподіл ^{26}Al у Чумацькому Шляху

Гамма-випромінювання від розпаду Al-26 при 1809 кеВ було першим спостереженням гамма-випромінювання із Центра Галактики. Спостереження було зроблено супутником HEAO-3 у 1984 році.
Ізотоп в основному утворюється в наднових, які викидають багато радіоактивних нуклідів у міжзоряне середовище. Вважається, що при конденсації невеликих планетних тіл він забезпечує достатнє тепловиділення для такого розігріву, щоб почалося гравітаційне диференціювання їх надр, як це сталося в ранній історії астероїдів 1 Церера і 4 Веста. Цей ізотоп також відіграє роль у гіпотезах щодо походження екваторіальної опуклості Япета, супутника Сатурна.

## Історія
До 1954 року період напіврозпаду алюмінію-26 вважався 6,3 секунди. Після публікації теоретичного доказу, що цей розпад насправді відноситься до метастабільного стану (ізомеру) алюмінію-26, ядра цього ізотопу в основному стані були отримані шляхом бомбардування магнію-26 і магнію-25 дейтронами в циклотроні Університету Піттсбурга. Перший вимір періоду напіврозпаду основного стану був визначений у межах 106 років.

## Основний стан
Основний стан алюмінію-26 зі спином та парністю Jπ = 5+ не може прямо розпастися на основний стан ядра магній-26 (який має спін 0) через суттєву різницю спинів; точніше, бета-переходи з основного стану в основний мають дуже високий ступінь заборони і не спостерігаються, незважаючи на досить велику доступну енергію розпаду (Qε = 4004,14 кеВ). Розпад (як електронне захоплення, так і позитронний розпад) відбувається майже завжди (у 97,3% випадків) на перший збуджений стан магнію-26 з енергією 1808,7 кеВ та Jπ = 2+. Цей рівень негайно розряджається в основний стан 26Mg з випромінюванням гамма-кванту з енергією 1808,6 кеВ; пік з цією енергією є характерною особливістю гамма-спектру 26Al. У 2,7% випадків перехід відбувається на другий збуджений стан 26Mg з E = 2838,4 кеВ (Jπ = 2+), який може розпастися безпосередньо на основний рівень, випромінівши гамма-квант з енергією 2938,3 кеВ, але частіше (у співвідношенні 0,27:2,4) розпадається через вже згаданий перший збуджений стан з випромінюванням каскаду гамма-квантів з енергіями 1129,7 та 1808,7 кеВ. Час життя обох збуджених рівнів менше 1 нс. Крім розрядки збуджених рівнів з випромінюванням гамма-кванта, у всіх випадках можлива передача енергії Eγ, що скидається орбітальному електрону (ефект внутрішньої конверсії) з випромінюванням конверсійного електрона з відповідною фіксованою енергією  Eγ − Ec, де Ec — енергія зв'язку електрону в атомі 26Mg. При цьому збудження електронної оболонки знімається шляхом випромінювання характеристичних рентгенівських фотонів та оже-електронів із сумарною енергією Ec.